# Championnat du monde de vitesse moto 1952
Navigation
Édition précédente Édition suivante
Le Championnat du monde de vitesse moto 1952 est la quatrième saison de vitesse moto organisée par la FIM.

Ce championnat comporte huit courses de Grand Prix, toutes courues en Europe, pour quatre catégories : 500 cm3, 350 cm3, 250 cm3 et 125 cm3.

## Attribution des points
Les points du championnat sont attribués aux six premiers de chaque course :
- Premier : 8 points
- Second : 6 points
- Troisième : 4 points
- Quatrième : 3 points
- Cinquième : 2 points
- Sixième : 1 point

## Grands Prix
| no | Course                            | Lieu       | Vainqueur 125 cm3 | Vainqueur 250 cm3 | Vainqueur 350 cm3 | Vainqueur 500 cm3 | Résultat |
| -- | --------------------------------- | ---------- | ----------------- | ----------------- | ----------------- | ----------------- | -------- |
| 1  | Grand Prix de Suisse              | Bremgarten |                   | Fergus Anderson   | Geoff Duke        | Jack Brett        | Résultat |
| 2  | Tourist Trophy                    | Île de Man | Cecil Sandford    | Fergus Anderson   | Geoff Duke        | Reg Armstrong     | Résultat |
| 3  | Grand Prix des Pays-Bas           | Assen      | Cecil Sandford    | Enrico Lorenzetti | Geoff Duke        | Umberto Masetti   | Résultat |
| 4  | Grand Prix de Belgique            | Spa        |                   |                   | Geoff Duke        | Umberto Masetti   | Résultat |
| 5  | Grand Prix d'Allemagne de l'Ouest | Solitude   | Werner Haas       | Rudi Felgenheier  | Reg Armstrong     | Reg Armstrong     | Résultat |
| 6  | Grand Prix d'Ulster               | Clady      | Cecil Sandford    | Maurice Cann      | Ken Kavanagh      | Cromie McCandless | Résultat |
| 7  | Grand Prix des Nations            | Monza      | Emilio Mendogni   | Enrico Lorenzetti | Ray Amm           | Leslie Graham     | Résultat |
| 8  | Grand Prix d'Espagne              | Montjuïc   | Emilio Mendogni   |                   |                   | Leslie Graham     | Résultat |

## Résultats de la saison

### Championnat 1952 catégorie500cm3
| Clas. | Pilote            | Pays             | Constructeur | Points | Victoires |
| ----- | ----------------- | ---------------- | ------------ | ------ | --------- |
| 1     | Umberto Masetti   | Italie           | Gilera       | 28     | 2         |
| 2     | Leslie Graham     | Royaume-Uni      | MV Agusta    | 25     | 2         |
| 3     | Reg Armstrong     | Irlande          | Norton       | 22     | 2         |
| 4     | Rod Coleman       | Nouvelle-Zélande | AJS          | 15     | 0         |
| 5     | Jack Brett        | Royaume-Uni      | AJS          | 14     | 1         |
| 6     | Ken Kavanagh      | Australie        | Norton       | 14     | 0         |
| 7     | Geoff Duke        | Royaume-Uni      | Norton       | 12     | 0         |
| =     | Nello Pagani      | Italie           | Gilera       | 12     | 0         |
| 9     | Cromie McCandless | Royaume-Uni      | AJS          | 9      | 1         |
| 10    | Ray Amm           | Rhodésie du Sud  | Norton       | 9      | 0         |
| 11    | Carlos Bandirola  | Italie           | MV Agusta    | 7      | 0         |
| 12    | Bill Doran        | Royaume-Uni      | AJS          | 6      | 0         |
| =     | Bill Lomas        | Royaume-Uni      | MV Agusta    | 6      | 0         |
| 14    | Sid Lawton        | Royaume-Uni      | Norton       | 5      | 0         |
| 15    | Giuseppe Colnago  | Italie           | Gilera       | 2      | 0         |
| =     | Phil Carter       | Irlande          | Norton       | 2      | 0         |
| =     | Auguste Goffin    | Belgique         | Norton       | 2      | 0         |
| 18    | John Surtees      | Royaume-Uni      | Norton       | 1      | 0         |
| =     | Hans Baltisberger | Allemagne        | BMW          | 1      | 0         |

### Championnat 1952 catégorie350cm3
| Clas. | Pilote         | Pays             | Constructeur | Points | Victoires |
| ----- | -------------- | ---------------- | ------------ | ------ | --------- |
| 1     | Geoff Duke     | Royaume-Uni      | Norton       | 32     | 4         |
| 2     | Reg Armstrong  | Irlande          | Norton       | 24     | 1         |
| 3     | Ray Amm        | Rhodésie du Sud  | Norton       | 21     | 1         |
| 4     | Rod Coleman    | Nouvelle-Zélande | AJS          | 20     | 0         |
| 5     | Ken Kavanagh   | Australie        | Norton       | 16     | 1         |
| 6     | Jack Brett     | Royaume-Uni      | AJS          | 12     | 0         |
| 7     | Bill Lomas     | Royaume-Uni      | AJS          | 9      | 0         |
| 8     | Sid Lawton     | Royaume-Uni      | AJS          | 7      | 0         |
| 9     | Robin Sherry   | Royaume-Uni      | AJS          | 4      | 0         |
| 10    | Ernie Ring     | Autriche         | AJS          | 3      | 0         |
| 11    | Ewald Kluge    | Allemagne        | DKW          | 2      | 0         |
| =     | Auguste Goffin | Belgique         | Norton       | 2      | 0         |
| 13    | Leslie Graham  | Royaume-Uni      | Velocette    | 1      | 0         |
| =     | Mike O'Rourke  | Irlande          | AJS          | 1      | 0         |
| =     | George Brown   | Royaume-Uni      | AJS          | 1      | 0         |
| =     | Roland Schnell | Allemagne        | Horex        | 1      | 0         |

### Championnat 1952 catégorie250cm3
| Clas. | Pilote                 | Pays        | Constructeur | Points | Victoires |
| ----- | ---------------------- | ----------- | ------------ | ------ | --------- |
| 1     | Enrico Lorenzetti      | Italie      | Moto Guzzi   | 28     | 2         |
| 2     | Fergus Anderson        | Royaume-Uni | Moto Guzzi   | 24     | 2         |
| 3     | Leslie Graham          | Royaume-Uni | Velocette    | 11     | 0         |
| 4     | Maurice Cann           | Royaume-Uni | Moto Guzzi   | 10     | 1         |
| 5     | Rudi Felgenheier       | Allemagne   | DKW          | 8      | 1         |
| 6     | Bruno Ruffo            | Italie      | Moto Guzzi   | 7      | 0         |
| 7     | Werner Haas            | Allemagne   | NSU          | 6      | 0         |
| =     | Heinrich Thorn-Prikker | Allemagne   | Moto Guzzi   | 6      | 0         |
| =     | Alano Montanari        | Italie      | Moto Guzzi   | 6      | 0         |
| 10    | Herman Gablenz         | Allemagne   | Horex        | 4      | 0         |
| =     | Sid Lawton             | Royaume-Uni | Moto Guzzi   | 4      | 0         |
| =     | Arthur Wheeler         | Royaume-Uni | Moto Guzzi   | 4      | 0         |
| 13    | Ewald Kluge            | Allemagne   | DKW          | 3      | 0         |
| =     | Ronald Mead            | Royaume-Uni | Velocette    | 3      | 0         |
| =     | Gotthilf Gehring       | Allemagne   | Moto Guzzi   | 3      | 0         |
| 16    | Roberto Colombo        | Italie      | NSU          | 2      | 0         |
| =     | Bill Webster           | Royaume-Uni | Velocette    | 2      | 0         |
| =     | Nino Grieco            | Italie      | Parilla      | 2      | 0         |
| =     | Benny Rood             | Royaume-Uni | Velocette    | 2      | 0         |
| 20    | Bruno Francisci        | Italie      | Moto Guzzi   | 1      | 0         |
| =     | Ray Petty              | Royaume-Uni | Norton       | 1      | 0         |
| =     | Sieb Postma            | Pays-Bas    | Moto Guzzi   | 1      | 0         |

### Championnat 1952 catégorie125cm3
| Clas. | Pilote              | Pays        | Constructeur | Points | Victoires |
| ----- | ------------------- | ----------- | ------------ | ------ | --------- |
| 1     | Cecil Sandford      | Royaume-Uni | MV Agusta    | 28     | 3         |
| 2     | Carlo Ubbiali       | Italie      | Mondial      | 24     | 0         |
| 3     | Emilio Mendogni     | Italie      | Morini       | 16     | 2         |
| 4     | Leslie Graham       | Royaume-Uni | MV Agusta    | 10     | 0         |
| 5     | Luigi Zinzani       | Italie      | Morini       | 9      | 0         |
| 6     | Werner Haas         | Allemagne   | NSU          | 8      | 1         |
| 7     | Angelo Copeta       | Italie      | MV Agusta    | 7      | 0         |
| 8     | Bill Lomas          | Royaume-Uni | MV Agusta    | 6      | 0         |
| 9     | Guido Sala          | Italie      | MV Agusta    | 5      | 0         |
| 10    | Len Parry           | Royaume-Uni | Mondial      | 4      | 0         |
| =     | Charlie Salt        | Royaume-Uni | MV Agusta    | 4      | 0         |
| 12    | Romolo Ferri        | Italie      | Morini       | 3      | 0         |
| =     | Cromie McCandless   | Royaume-Uni | Mondial      | 3      | 0         |
| =     | Hubert Luttenberger | Allemagne   | NSU          | 3      | 0         |
| 15    | Hermann Paul Müller | Allemagne   | Mondial      | 2      | 0         |
| 16    | Frank Burman        | Royaume-Uni | EMC-Puch     | 1      | 0         |
| =     | Lo Simons           | Pays-Bas    | Mondial      | 1      | 0         |